# Klosterbuch (Lexikon)
Als Klosterbuch werden Übersichtswerke über Klöster und Stifte in einer Region bezeichnet.

## Inhalt
Ein Klosterbuch enthält umfassende Angaben über alle bekannten Klöster, Stifte, Kommenden und Priorate in einem bestimmten Territorium für einen bestimmten Zeitraum.
Bisher erschienen
- Georg Link: Klosterbuch der Diöcese Würzburg. 2 Bände. Würzburg 1873–1876.
- Wilhelm Dersch: Hessisches Klosterbuch. Quellenkunde zur Geschichte der im Regierungsbezirk Kassel, im Kreis Grafschaft Schaumburg, in der Provinz Oberhessen und dem Kreis Biedenkopf gegründeten Stifter, Klöster und Niederlassungen von geistlichen Genossenschaften. Marburg 1940 (ND 2000).
- Karl Hengst (Hrsg.): Westfälisches Klosterbuch. Lexikon der vor 1815 errichteten Stifte und Klöster von ihrer Gründung bis zur Aufhebung. 3 Bände. Münster 1992–2003.
- Wolfgang Zimmermann, Nicole Priesching (Hrsg.): Württembergisches Klosterbuch. Klöster, Stifte und Ordensgemeinschaften von den Anfängen bis in die Gegenwart. Ostfildern 2003.
- Heinz-Dieter Heimann, Klaus Neitmann, Winfried Schich (Hrsg.): Brandenburgisches Klosterbuch. Handbuch der Klöster, Stifte und Kommenden bis zur Mitte des 16. Jahrhunderts. 2 Bände. Berlin 2007.
- Manfred Groten (Hrsg.): Nordrheinisches Klosterbuch. Lexikon der Stifte und Klöster bis 1815. 3 Bände. Siegburg 2009–2022.
- Jürgen Keddigkeit (Hrsg.): Pfälzisches Klosterlexikon. Handbuch der pfälzischen Klöster, Stifte und Kommenden. 5 Bände. Kaiserslautern 2014–2019.
- Wolfgang Huschner u. a. (Hrsg.): Mecklenburgisches Klosterbuch. Handbuch der Klöster, Stifte, Kommenden und Prioreien (10./11.–16. Jahrhundert). 2 Bände. Rostock 2016.
- Oliver Auge, Katja Hillebrand (Hrsg.): Klosterbuch Schleswig-Holstein und Hamburg. Klöster, Stifte und Konvente von den Anfängen bis zur Reformation. 2 Bände. Regensburg 2019.
- Enno Bünz (Hrsg.): Sächsisches Klosterbuch. Die mittelalterlichen Klöster, Stifte und Kommenden im Gebiet des Freistaates Sachsen. 3 Bände. Leipzig 2025.
- Jürgen Dendorfer, Wolfgang Zimmermann (Hrsg.): Badisches Klosterbuch. Klöster, Stifte und religiöse Gemeinschaften in Baden und Hohenzollern. Von den Anfängen bis zur Säkularisation. 3 Bände. Regensburg 2025.

Digitale Übersichten gibt es von
- Klosterbuch Bayern

Als bisher unveröffentlichte Projekte bestehen
- Pommersches Klosterbuch, Leitung: Oliver Auge (Kiel)
- Thüringisches Klosterbuch, Leitung: Karl Heinemeyer (Erfurt)